# ミニミニ大作戦 (1969年の映画)
『ミニミニ大作戦』（ミニミニだいさくせん、原題: The Italian Job ）は、1969年製作のイギリス・アメリカの映画である。

## ストーリー
ロンドンのとある刑務所を出所したチャーリーは、ボスであるブリッジャーの指示により、トリノで400万ドルの金塊を手に入れる計画を立てる。手練の泥棒仲間たちに加え、コンピュータの第一人者であるピーチ教授を仲間にしたチャーリーたちは、一路イタリアへ向かった。
そして、当時のイギリスの象徴とも言うべき、赤、白、青のユニオンジャックカラーの小型車「ミニ」が3台、作戦のためにトリノに送り込まれた。イタリア警察のアルファロメオと、ミニのカーチェイスが展開されることになる。

## キャスト
| 役名                   | 俳優                 | 日本語吹替 | 日本語吹替                                                              |
| 役名                   | 俳優                 | 機内上映版 | 東京12ch版                                                              |
| ---------------------- | -------------------- | --- | ----------------------------------------------------------------------- |
| チャーリー・クローカー | マイケル・ケイン     | 広川太一郎 | 羽佐間道夫                                                              |
| ブリッジャー           | ノエル・カワード     | 巌金四郎 | 宮川洋一                                                                |
| サイモン・ピーチ教授   | ベニー・ヒル         | 雨森雅司 | 水鳥鉄夫                                                                |
| アルタバーニ           | ラフ・ヴァローネ     | 井上孝雄 | 小川真司                                                                |
| カンプ・フレディ       | トニー・ベックリー   | 小林清志 | 田中亮一                                                                |
| ベッカーマン           | ロッサノ・ブラッツィ | 家弓家正 | 藤城裕士                                                                |
| ローナ                 | マーガレット・ブライ | 小原乃梨子 | 芝田清子                                                                |
| 不明 その他            | N/A                  | 麻生美代子 真木恭介 大山豊 辻村真人 矢田稔 矢田耕司 徳丸完 石井敏郎 渡部猛 嶋俊介 木原規之 千田光男 安田隆 増岡弘 井上弦太郎 細井重之 和田啓 藤本譲 村松康雄 谷津勲 原田一夫 加藤修 鈴木泰明 納谷六朗 風祭修一 槙伸子 菊池紘子 各本みゆき 川路夏子 翠準子 岡部政明 小宮山清 | 宮下勝 塚田正昭 田口昴 小出和明 城山知馨夫 藤原登紀子 松岡武司 北川智繪 |
| 日本語版スタッフ       |                      | |                                                                         |
| 演出                   | 演出                 | 左近允洋 | 蕨南勝之                                                                |
| 翻訳                   | 翻訳                 | 額田やえ子 | 古賀牧彦                                                                |
| 効果                   |                      | |                                                                         |
| 調整                   |                      | |                                                                         |
| 制作                   | 制作                 | グロービジョン | 東北新社                                                                |
| 解説                   | 解説                 | | 南俊子                                                                  |
| 初回放送               | 初回放送             | | 1974年7月11日 『木曜洋画劇場』                                          |

- 機内上映版の吹替がDVDに収録。
- カースタント：レミー・ジュリアン

## 出演者と出演車
B級映画ではあるが、随所の洒脱な展開と、スピード感溢れるカーチェイスシーンによって、後年まで人気の高い作品である。
チャーリー役のマイケル・ケインを始めとする登場人物たちのとぼけた演技も秀逸である。特に、自身収監中の刑務所を我がもののごとく支配するビッグ・ボスのブリッジャーは、同時に女王陛下の熱烈なファンである愛国者、という誇張たっぷりのキャラクターであり、名優ノエル・カワードならではの演技であった。終盤の刑務所内で囚人たち一同に歓喜のコールを受けながら闊歩するシーンでは、カワードは得意の貴族的演技で堂々と喝采に応える貫禄を示し、彼の生涯最後の映画出演を華やかに飾った。
その他の登場人物もエキセントリックで、例えばコンピューター技術の天才であるピーチ教授は、太った女性に執着する嗜好（デブ専）があり、報酬以外にデブの女性を紹介するという条件でイタリア行きを引き受けるという暴走ぶりである。
この映画のもう一方の「主役」は、1960年代のイギリスのアイコンの一つである小型車ミニであり、その他の出演車にも俳優たちに負けない個性的な車が多数見られる。
ユニオンジャックの三色をまとったミニはもちろん、冒頭に登場し、3分間近くに亘り峠のワインディングロードを華麗に舞う姿を見せるも壮絶にクラッシュするランボルギーニミウラや、ミラノの街中にあふれる二代目フィアット・500、アルファロメオ・ジュリアのパトカー、アストンマーティンやジャガー。華麗なドライブシーンから派手な破壊シーン、スピード感あふれるカーアクションなどを彩っている。
原題The Italian Job （イタリア人の仕事）とは、イタリア警察の後手後手ぶりを皮肉ったユーモアであるが、タイトルからして笑い者にされる立場にもかかわらず、イタリア当局はこの映画のロケ撮影に全面協力するという度量の広さを見せた。このため英伊両国の国産車がイタリアの街中を派手に疾走する、映画史に残るカーチェイスシーン撮影が実現した。
カースタントのコーディネートはレミー・ジュリアンが担当した。ジュリアンは困難なスタントのアイディアをプロデューサーと監督に提示し成功させたことで、ハリウッド映画などにも起用されるようになった。

## 未公開シーン
DVDには未公開シーンが収録されている。その解説によるとこの映画はもともと低予算のため全てのシーンを使用する予定でいた。「美しき青きドナウ」を生オーケストラで演奏し、その曲にあわせ三台のミニと三台のパトカーがワルツを踊るというもの。
撮影はモーターショウで有名なホールを使用した。脚本のトロイ・ケネディ・マーティンはこの撮影を知り激怒した。彼はスピード感あふれる逃亡劇をこの作品に求めていたからだ。

## リメイク
2003年にリメイクされた。原題、邦題ともに同じ。ミニはBMWの生産するニューミニになっているが、カラーリングは前作と同じユニオンジャックの三色（チリレッド・インディブルー・ペッパーホワイト）で登場する。

## ゲーム
題名『ザ・イタリアンジョブ』。
日本ではカプコン(海外ではロックスター・ゲームス)が2003年7月25日に発売したPCゲーム。開発元はSCIで多くのイギリス車などが登場。内容は映画版と同じでトリノで金塊を盗み逃げるというカーチェイスに特化したもの。なおヨーロッパではPS版も発売されていた。